# Sigiweddellia
Genre
Sigiweddellia est un genre de narcoméduses (hydrozoaires) de la famille des Cuninidae.

## Liste d'espèces
Selon World Register of Marine Species (2 mars 2019) :
- Sigiweddellia bathypelagica Bouillon, Pagès & Gili, 2001

## Publication originale
(en) Jean Bouillon, Francesc Pagès et Josep-Maria Gili, « New species of benthopelagic hydroidomedusae from the Weddell Sea », Polar Biology, vol. 24, no 11,‎ 2001, p. 839-845 (lire en ligne, consulté le 2 mars 2019). 